# Ꜹ̋
Pour les articles homonymes, voir AV.
Cette page contient des caractères spéciaux ou non latins. S’ils s’affichent mal (▯, ?, etc.), consultez la page d’aide Unicode.
Ꜹ̋ (minuscule ꜹ̋) est une voyelle et un graphème utilisé en vieux norrois au Moyen Âge. Elle est formée de la lettre ligature v dans l’a ‹ ꜹ › et du double accent aigu.

## Représentations informatiques
Le v dans l’a double accent aigu peut être représenté avec les caractères Unicode suivants :
| Forme     | Représentation | Chaîne de caractères | Point de code | Description                                               |
| --------- | -------------- | -------------------- | ------------- | --------------------------------------------------------- |
| majuscule | Ꜹ̋              | Ꜹ◌̋                   | U+A738 U+030B | lettre majuscule latine av diacritique double accent aigu |
| minuscule | ꜹ̋              | ꜹ◌̋                   | U+A739 U+030B | lettre minuscule latine av diacritique double accent aigu |